# Greenbelt (Maryland)
Greenbelt es una ciudad localizada en el Estado estadounidense de Maryland, en el condado de Prince George. Su área es de 15,6 km², su población es de 21 456 habitantes, y su densidad de población es de 1 385,3 hab/km² (según el censo estadounidense de 2000). La ciudad fue fundada en 1937.